# Бела-Віста (округ Сан-Паулу)
Бела-Віста (Bela Vista) — один з найтрадиційніших районів міста Сан-Паулу, населений італійськими іммігрантами. Адміністративно район має статус округа і належить до субпрефектури Се. Район завжди мав змішане населення, проте з початку 20 століття італійці стали найбільшою етнічною групою. В районі багато італійських ресторанів, магазинів продуктів та театрів. Наприканці 20 століття деякі частини району істотно змінилися через те, що сюди переїхали багатші мешканці міста. Проте, район все ще зберігає свій характер, тут багато прямих нащадків перших європейців, що оселилися в районі як молоді спеціалісти та студенти через близькість міської атмосфери проспекту Пауліста. Також в районі розташована студія Vai-Vai, найстарішої школи самби у місті.
| Бразилія | Це незавершена стаття з географії Бразилії. Ви можете допомогти проєкту, виправивши або дописавши її. |